# Coprotus niveus
Coprotus niveus är en svampart som först beskrevs av Karl Wilhelm Gottlieb Leopold Fuckel, och fick sitt nu gällande namn av Kimbr., Luck-Allen & Cain 1972. Coprotus niveus ingår i släktet Coprotus och familjen Thelebolaceae.   Inga underarter finns listade i Catalogue of Life.